# Bernedo
Bernedo es una localidad y municipio español de la provincia de Álava, en la comunidad autónoma del País Vasco. Cuenta con una población de 546 habitantes (INE 2024).

## Geografía
El municipio de Bernedo se sitúa en la comarca de la Montaña Alavesa, al norte de la sierra de Cantabria, en los valles formados por los ríos Ega y Ayuda.
Gran parte del parque natural de Izki pertenece a Bernedo.
Limita al norte con Vitoria, Elburgo, Iruraiz-Gauna y Alegría de Álava, al sur con Cripán y el municipio navarro de Lapoblación, al este con Arraya-Maestu, Campezo y el municipio navarro de Marañón, y al oeste con el enclave burgalés del Condado de Treviño.

## Historia

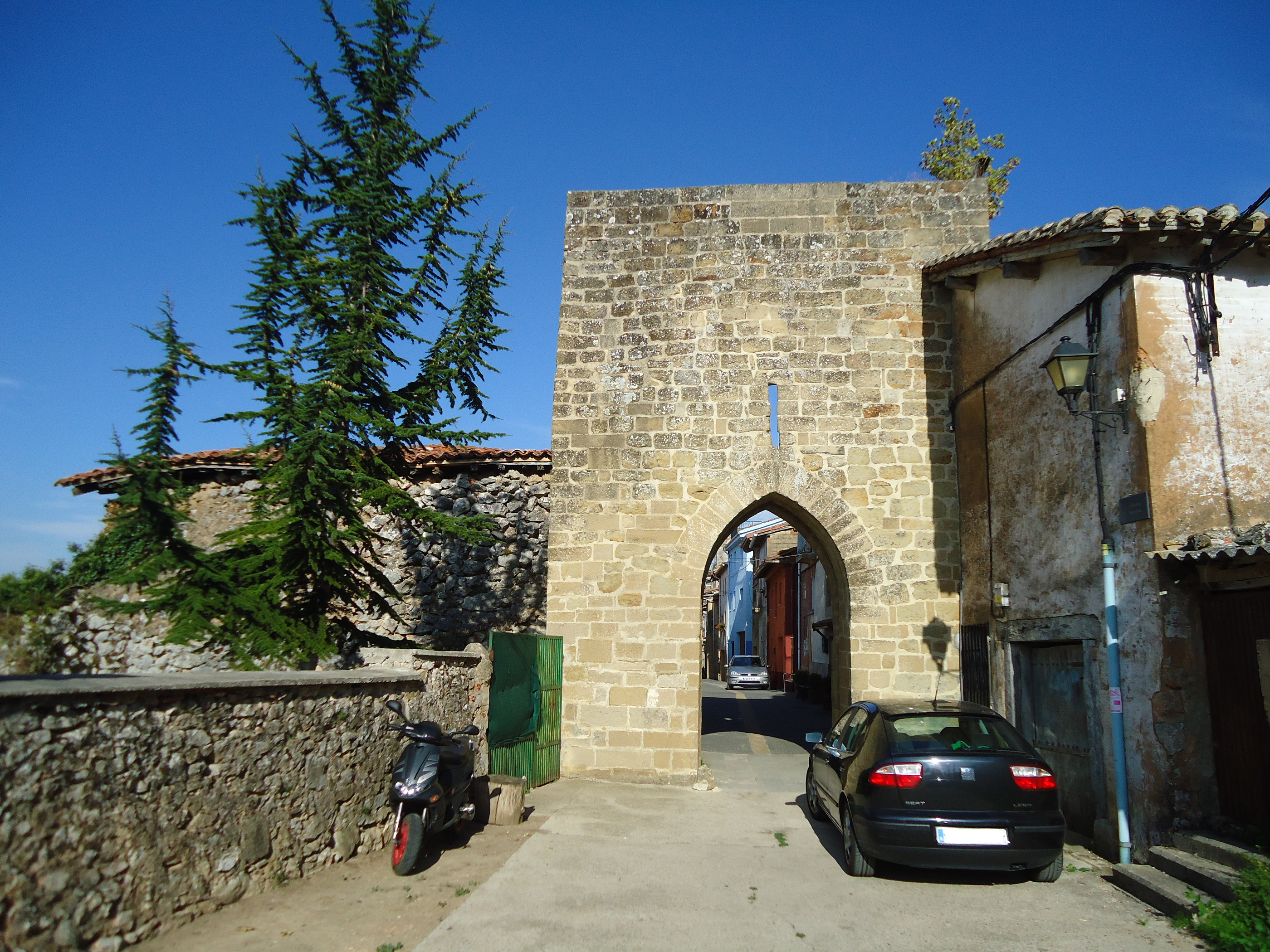
Vista de una puerta de la muralla de Bernedo

En la Reja de San Millán aparecen mencionadas bastantes de las poblaciones que componen el actual municipio. Dentro del alfoz de Rigo D'Ivita se mencionan los pueblos de Uarte (Urarte), Marquina de Suso (actualmente un despoblado perteneciente a Marquínez), Carrelucea (Arlucea) y Marquina de Yuso (otro término perteneciente posiblemente a Marquínez). Estos pueblos están agrupados junto a otros muchos que forman actualmente parte del Condado de Treviño y Peñacerrada, en la cuenca del río Ayuda. 
Como parte del alfoz de Harrahia se mencionan las poblaciones de Oquina, Izarza y Berrozihavi (Berroci), junto a muchas otras que componen actualmente el municipio de Arraya-Maestu.
El nombre de Bernedo ya aparecía en el 1025 en los documentos de la "reja" de San Millán de la Cogolla. Durante la Edad Media fue una plaza-fortaleza amurallada con castillo y torre almendrada. Sancho el Sabio, rey de Navarra, le concedió sus fueros en el año 1182 y la nombró villa. Durante tres siglos formó parte del Reino de Navarra.

Pasó a la Corona de Castilla en 1476 y los Reyes Católicos la incorporaron a la ciudad de Vitoria en 1490. Bernedo fue la última población que se incorporó a Álava. Perteneció al Señorío de Vitoria como una entidad pública, no privada.

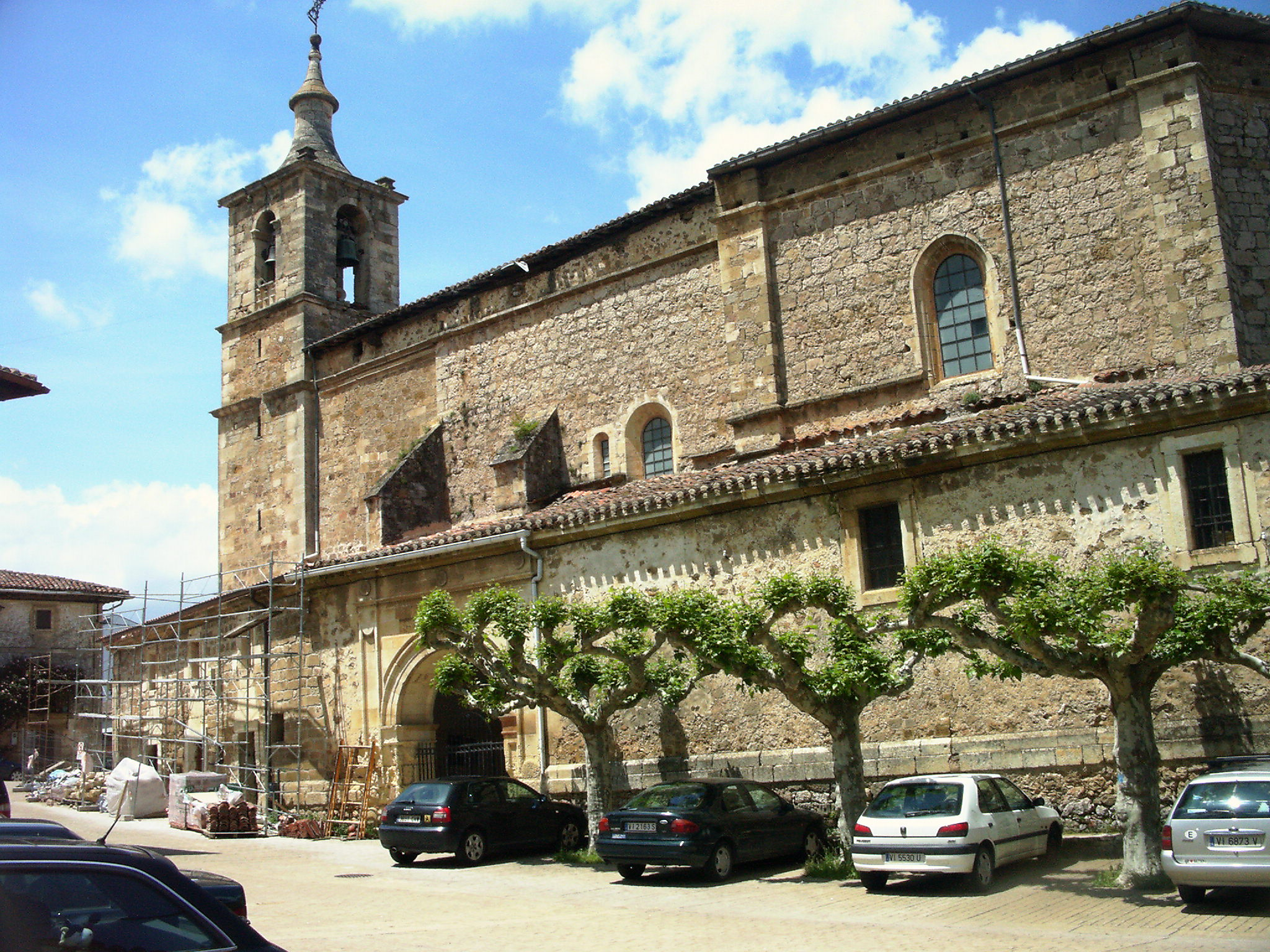
Iglesia de la Natividad de Nuestra Señora

Hacia mediados del siglo XIX, el ayuntamiento tenía contabilizada una población de 586 habitantes. Aparece descrito en el cuarto volumen del Diccionario geográfico-estadístico-histórico de España y sus posesiones de Ultramar de Pascual Madoz con las siguientes palabras:

BERNEDO: ayunt. en la prov. de Alava (6 leg. á Vitoria), part. jud. de Laguardia (3), aud. terr. de Burgos (23), c. g. de las Provincias Vascongadas, dióc. de Calahorra (12): sit. al SE. de la prov., y al pie sept. de la cord. de cerros que la dividen de Navarra, con libre ventilacion y clima sano. Comprende la v. de su nombre y los l. de Navarrete, Villafria y Angostina, cuyo térm. municipal aparece marcado en el art. de aquella. (V.) Se estiende 1/2 leg. poco mas ó menos de N. á S., y 1/4 de E. á O., formando un valle que se prolonga en esta última direccion. La indicada cord. que segun hemos dicho, tiene hácia el S., se encuentra poblada de hayas, azcarros, chopos, avellanos y bojes; y muchas encinas, álamos blancos, fresnos, tilos, enebros y ciruelos silvestres, habiendo en los cerros mas bajos gran cantidad de robles. En la espresada sierra, cerca del camino que dirige á la pobl. (part. de Estella, prov. de Navarra), hay un mineral resinoso que se cree sea azabache; y no lejos de allí una arena apropósito para barnizar la loza que se elabora en Marañon, Ullibarri y otros puntos. Tambien se encuentran tierras abundantes de greda, que se trasporta á Estella y á otros sitios para limpiar los paños y bayetas. No escasean tampoco las yerbas medicinales ni las de pasto, y por todas partes brotan fuentes de buenas aguas, las cuales dan orígen á distintos arroyuelos, distinguiéndose entre estos el que nace hácia el O. de la v. de Bernedo, y puede considerarse como uno de los dos principales brazos de que se compone el r. Ega, cuya direccion es hácia el E. siguiendo á lo largo del valle hasta que penetra en Navarra, por las cercanias de Marañon (part. jud. de Estella). Los caminos son locales, y tambien los hay para Logroño, Navarra y que conducen al interior de la prov., todos en media estado. prod.: trigo, cebada, centeno, maiz, legumbres, hortaliza y otros frutos; hay caza de distintas clases, y bastante animales dañinos, y pesca de truchas, anguilas, cangrejos y otros peces. ind. y comercio: ademas de la agricultura, hay molinos barineros; se fabrican relojes de torre en la cab. del ayunt., dedicándose tambien los hab. al arrieraje: las especulaciones comerciales consisten en la esportacion de frutos y prod. del pais á Navarra, Logroño y otros puntos; é importacion de géneros necesarios de comer y vestir. pobl.: 154 vec., 586 alm. riqueza y contr. (V. Alava Intendencia).
(Madoz, 1846, p. 278)

En 2022, el municipio tenía empadronados 560 habitantes.

### Angostina
El pueblo está situado a la entrada de un desfiladero por el que circula el río Ega en dirección a Navarra. En su término, en el monte Cividad, se encuentran los restos de un poblado de la Edad de Hierro. Se cree que en la actual ubicación de Angostina hubo también un poblamiento durante la época romana ya que la iglesia de Santa Coloma del pueblo y la ermita de San Bartolomé, se construyeron parcialmente reaprovechando lápidas romanas con restos epigráficos.
Históricamente Angostina ha sido desde tiempo inmemorial una aldea perteneciente a la hermandad de Bernedo, dependiente de la villa homónima, que está situada a 3km de distancia. En la Edad Media era gobernada por un regidor.

### San Román de Campezo
Es mencionada por primera vez en un documento de donación de 1062. También se la menciona en el Fuero de Antoñana de 1182, a cuya jurisdicción pertenecería durante siglos. En 1200 pasa a manos de Castilla.  Como aldea de la jurisdicción de Antoñana que fue hasta mediados del siglo XIX, perteneció al señorío de la casa de Rojas desde finales del siglo XIV, pasando posteriormente a los Mendoza, rama de los condes de Orgaz.
En 1710, durante la guerra de sucesión española se despobló la vecina población de Retuerto, que se encontraba al sur de San Román y su habitantes pasaron a poblar San Román, quedando este pueblo convertido en mortuorio. La llegada de los vecinos de Retuerto supuso un crecimiento de la localidad ya que se amplió para acoger a los nuevos habitantes. 
Con las reformas municipales del siglo XIX se desliga de Antoñana y se convierte en municipio constitucional 
En 1930 las minas de asfalto comenzaron a explotarse por la compañía Asfaltos Naturales de Campezo.

### Quintana
Esta localidad es mencionada por primera vez con su actual nombre en un documento de 1257. Perteneció a las Tierras del conde de Salinas. En el siglo XVI Marquínez junto con Quintana y Urturi fueron vendidas al obispo Diego de Álava y Esquível. Permanecieron bajo el señorío de la Casa de Álava hasta que en el siglo XVIII se redimieron de tal posesión, pagando a Gaspar de Álava y Aranguren la cantidad por la que fue adquirido el señorío por el obispo Don Diego.

### Constitución del actual municipio
A lo largo de la historia varias localidades de alrededor se han ido uniendo a Bernedo. En los archivos consta cómo ya en 1556 Navarrete era una aldea perteneciente a Bernedo. San Román de Campezo y Quintana se unían en 1965, y Marquínez y Arluzea, junto con Berroci, Oquina e Izarza, se incorporaron en 1976.
El pueblo de Berroci quedó despoblado y desde la década de 1980 es la sede y lugar de entrenamiento de los cuerpos especiales de la Ertzaintza, que son apodados por ello berrozis.

## Demografía
Bernedo cuenta con una población de 546 habitantes (INE 2024).
| Gráfica de evolución demográfica de Bernedo entre 1842 y 2021 |
| |
| Población de derecho según los censos de población del INE Población de hecho según los censos de población del INEEntre el censo de 1970 y el anterior, crece el término del municipio porque incorpora a 01523 (Quintana) y 01525 (San Román de Campezo) Entre el censo de 1981 y el anterior, crece el término del municipio porque incorpora a 01005 (Arlucea Marquínez) |

| Núcleos              | Habitantes (2010) | Varones | Mujeres |
| -------------------- | ----------------- | ------- | ------- |
| Bernedo              | 201               | 112     | 89      |
| Angostina            | 15                | 8       | 7       |
| Arlucea              | 33                | 17      | 16      |
| Berroci              | 0                 | 0       | 0       |
| Izarza               | 1                 | 1       | 0       |
| Marquínez            | 71                | 43      | 28      |
| Navarrete            | 46                | 26      | 20      |
| Oquina               | 21                | 12      | 9       |
| Quintana             | 25                | 13      | 12      |
| San Román de Campezo | 27                | 18      | 9       |
| Urarte               | 35                | 18      | 17      |
| Urturi               | 76                | 45      | 31      |
| Villafría            | 24                | 13      | 11      |

## Administración y política

### Gobierno municipal
| Partido político                                              | 2015  | 2015       | 2011  | 2011       | 2007  | 2007       | 2003        | 2003        | 1999  | 1999       | 1995  | 1995       |
| Partido político                                              | %     | Concejales | %     | Concejales | %     | Concejales | %           | Concejales  | %     | Concejales | %     | Concejales |
| Euzko Alderdi Jeltzalea-Partido Nacionalista Vasco (EAJ-PNV)  | 46,47 | 4          | 62,93 | 5          | 54,04 | 5          | 54,00       | 4           | 42,77 | 3          | 55,84 | 4          |
| Euskal Herria Bildu (EH Bildu)-Bildu                          | 17,84 | 1          | —     | —          | —     | —          | —           | —           | —     | —          | —     | —          |
| Asamblea Vecinal Bernedo Bizirik (AVBB)                       | 17,43 | 1          | —     | —          | —     | —          | —           | —           | —     | —          | —     | —          |
| Partido Popular del País Vasco (PP)                           | 15,35 | 1          | 26,29 | 2          | 27,57 | 2          | 38,00       | 3           | 38,86 | 3          | 25,32 | 2          |
| Partido Socialista de Euskadi-Euskadiko Ezkerra (PSE-EE PSOE) | —     | —          | 5,17  | 0          | 9,19  | 0          | 4,67        | 0           | —     | —          | —     | —          |
| Ezker Batua-Berdeak (EB-B)                                    | —     | —          | —     | —          | 7,35  | 0          | —           | —           | —     | —          | —     | —          |
| Unidad Alavesa (UA)                                           | —     | —          | —     | —          | —     | —          | 0,00        | 0           | 4,82  | 0          | 16,56 | 1          |
| Euskal Herritarrok (EH)-Herri Batasuna (HB)                   | —     | —          | —     | —          | —     | —          | Ilegalizado | Ilegalizado | 12,05 | 1          | —     | —          |

### Organización territorial
El municipio está formado por varios pueblos, que a su vez forman concejos:

#### Concejos
- Angostina
- Arlucea (en euskera y oficialmente Arluzea)
- Bernedo
- Marquínez (en euskera y oficialmente Markinez)
- Navarrete
- Oquina (en euskera y oficialmente Okina)
- Quintana
- San Román de Campezo (oficialmente San Román de Campezo/Durruma Kanpezu)
- Urarte
- Urturi
- Villafría

#### Despoblados
- Berroci (en euskera y oficialmente Berrozi)
- Izarza (en euskera y oficialmente Izartza)

## Patrimonio
- Ermita de San Juan. Ermita románica ubicada en Marquínez. Está declarada como bien de interés cultural desde 1984.